# Сьвідер (Люблінське воєводство)
Сьвідер (пол. Świder) — село в Польщі, у гміні Воля-Мисловська Луківського повіту Люблінського воєводства.
Населення — 237 осіб (2011).
У 1975-1998 роках село належало до Седлецького воєводства.

## Демографія
Демографічна структура станом на 31 березня 2011 року:
|          | Загалом | Допрацездатний вік | Працездатний вік | Постпрацездатний вік |
| -------- | ------- | ------------------ | ---------------- | -------------------- |
| Чоловіки | 117     | 25                 | 71               | 21                   |
| Жінки    | 120     | 24                 | 51               | 45                   |
| Разом    | 237     | 49                 | 122              | 66                   |